# Saliunca kamilila
Saliunca kamilila es una especie de mariposa de la familia Zygaenidae.
Fue descrita científicamente por Bethune-Baker en 1911.